# Административно-территориальное деление Захаровского района

Захаровский район на карте Рязанской области

Карта Захаровского района

Захаровский район в рамках административно-территориального устройства включает 7 сельских округов.
В рамках организации местного самоуправления, муниципальный район делится на 7 муниципальных образований со статусом сельских поселений:
- Безлыченское сельское поселение (д. Безлычное)
- Большекоровинское сельское поселение (с. Больше Коровино)
- Добро-Пчельское сельское поселение (с. Добрые Пчелы)
- Елинское сельское поселение (с. Елино)
- Захаровское сельское поселение (п. Захарово)
- Плахинское сельское поселение (с. Плахино)
- Сменовское сельское поселение (п. с-за «Смена»).

Сельские округа соответствуют сельским поселениям.

## Формирование муниципальных образований
В результате муниципальной реформы к 2006 году на территории 14 сельских округов было образовано 7 сельских поселений.
| Административно-территориальная единица | Населённый пункт    | Муниципальное образование            |
| --------------------------------------- | ------------------- | ------------------------------------ |
| Безлыченский сельский округ             | Безлычное           | Безлыченское сельское поселение      |
| Безлыченский сельский округ             | Волынь              | Безлыченское сельское поселение      |
| Безлыченский сельский округ             | Шляхино             | Безлыченское сельское поселение      |
| Федоровский сельский округ              | Байдики             | Безлыченское сельское поселение      |
| Федоровский сельский округ              | Савин-Корь          | Безлыченское сельское поселение      |
| Федоровский сельский округ              | Федоровское         | Безлыченское сельское поселение      |
| Большекоровинский сельский округ        | Большое Коровино    | Большекоровинское сельское поселение |
| Большекоровинский сельский округ        | Лялино              | Большекоровинское сельское поселение |
| Большекоровинский сельский округ        | Малое Коровино      | Большекоровинское сельское поселение |
| Большекоровинский сельский округ        | Мотовилово          | Большекоровинское сельское поселение |
| Большекоровинский сельский округ        | Фурмакино           | Большекоровинское сельское поселение |
| Большекоровинский сельский округ        | Хутор Охотники      | Большекоровинское сельское поселение |
| Осовский сельский округ                 | Зачесловка          | Большекоровинское сельское поселение |
| Осовский сельский округ                 | Мельгуновка         | Большекоровинское сельское поселение |
| Осовский сельский округ                 | Нечаевка            | Большекоровинское сельское поселение |
| Осовский сельский округ                 | Окуньково           | Большекоровинское сельское поселение |
| Осовский сельский округ                 | Осово               | Большекоровинское сельское поселение |
| Осовский сельский округ                 | Перекаль            | Большекоровинское сельское поселение |
| Осовский сельский округ                 | Сапковские Выселки  | Большекоровинское сельское поселение |
| Осовский сельский округ                 | Суворовка           | Большекоровинское сельское поселение |
| Поливановский сельский округ            | Комаровка           | Большекоровинское сельское поселение |
| Поливановский сельский округ            | Летники             | Большекоровинское сельское поселение |
| Поливановский сельский округ            | Лобково             | Большекоровинское сельское поселение |
| Поливановский сельский округ            | Надеждино           | Большекоровинское сельское поселение |
| Поливановский сельский округ            | Некрасово           | Большекоровинское сельское поселение |
| Поливановский сельский округ            | Поливаново          | Большекоровинское сельское поселение |
| Поливановский сельский округ            | Студенец            | Большекоровинское сельское поселение |
| Поливановский сельский округ            | Таракановка         | Большекоровинское сельское поселение |
| Добро-Пчельский сельский округ          | Грачевка            | Добро-Пчельское сельское поселение   |
| Добро-Пчельский сельский округ          | Добрые Пчёлы        | Добро-Пчельское сельское поселение   |
| Добро-Пчельский сельский округ          | Липки               | Добро-Пчельское сельское поселение   |
| Добро-Пчельский сельский округ          | Орешково            | Добро-Пчельское сельское поселение   |
| Добро-Пчельский сельский округ          | Субботино           | Добро-Пчельское сельское поселение   |
| Остроуховский сельский округ            | Большое Фурсово     | Добро-Пчельское сельское поселение   |
| Остроуховский сельский округ            | Низки               | Добро-Пчельское сельское поселение   |
| Остроуховский сельский округ            | Остроухово          | Добро-Пчельское сельское поселение   |
| Елинский сельский округ                 | Елино               | Елинское сельское поселение          |
| Елинский сельский округ                 | Захаровские Дворики | Елинское сельское поселение          |
| Елинский сельский округ                 | Попадьино           | Елинское сельское поселение          |
| Захаровский сельский округ              | Захарово            | Захаровское сельское поселение       |
| Захаровский сельский округ              | Катагоща            | Захаровское сельское поселение       |
| Захаровский сельский округ              | Спасские Выселки    | Захаровское сельское поселение       |
| Альяшевский сельский округ              | Альяшево            | Плахинское сельское поселение        |
| Альяшевский сельский округ              | Дермелеево          | Плахинское сельское поселение        |
| Альяшевский сельский округ              | Каймань             | Плахинское сельское поселение        |
| Альяшевский сельский округ              | Новое Пронинское    | Плахинское сельское поселение        |
| Альяшевский сельский округ              | Старое Пронинское   | Плахинское сельское поселение        |
| Альяшевский сельский округ              | Хлевное             | Плахинское сельское поселение        |
| Плахинский сельский округ               | Колесня             | Плахинское сельское поселение        |
| Плахинский сельский округ               | Плахино             | Плахинское сельское поселение        |
| Пупкинский сельский округ               | Дербень             | Плахинское сельское поселение        |
| Пупкинский сельский округ               | Кресты              | Плахинское сельское поселение        |
| Пупкинский сельский округ               | Пупкино             | Плахинское сельское поселение        |
| Пупкинский сельский округ               | Старое Зимино       | Плахинское сельское поселение        |
| Пупкинский сельский округ               | Хорошево            | Плахинское сельское поселение        |
| Жокинский сельский округ                | Воронка             | Сменовское сельское поселение        |
| Жокинский сельский округ                | Городецкие Выселки  | Сменовское сельское поселение        |
| Жокинский сельский округ                | Жокино              | Сменовское сельское поселение        |
| Сменовский сельский округ               | Асники              | Сменовское сельское поселение        |
| Сменовский сельский округ               | Большая Лубянка     | Сменовское сельское поселение        |
| Сменовский сельский округ               | Брыницы             | Сменовское сельское поселение        |
| Сменовский сельский округ               | Гладкие Выселки     | Сменовское сельское поселение        |
| Сменовский сельский округ               | Горностаевка        | Сменовское сельское поселение        |
| Сменовский сельский округ               | Свх «Смена»         | Сменовское сельское поселение        |
| Сменовский сельский округ               | Троицкое            | Сменовское сельское поселение        |